# Molekylär sats
En molekylär sats är generellt en sats, som kan delas upp i minst två atomära satser.
I satslogiken är en molekylär sats, en sats som är uppbyggd med hjälp av ett eller flera satslogiska konnektiv. Molekylära, är exempelvis satserna p → q och r → s ↔ t, där p, q, r, s och t är satsvariabler.